# كيث ريتشاردز
كيث ريتشاردز (بالإنجليزية: Keith Richards)‏ مواليد 18 ديسمبر 1943 في كنت، إنجلترا، هو مغني وممثل وكاتب غنائي وموسيقي ومغن مؤلف ومنتج أسطوانات إنجليزي بدأ مسيرته الفنية عام 1960. كما أنه من الفائزين بجوائز إيفور نوفيلو. تزوج وانجب كيم اعتزل في بدايه القرن العشرين انشئ فرقة موسيقية تتألف من أربعة أفراد وأكمل معهم مسيرته المهنية.

## وصلات خارجية
- كيث ريتشاردز على موقع IMDb (الإنجليزية)
- كيث ريتشاردز على موقع الموسوعة البريطانية (الإنجليزية)
- كيث ريتشاردز على موقع ألو سيني (الفرنسية)
- كيث ريتشاردز على موقع ميوزك برينز (الإنجليزية)
- كيث ريتشاردز على موقع رولينغ ستون (الإنجليزية)
- كيث ريتشاردز على موقع أول موفي (الإنجليزية)
- كيث ريتشاردز على موقع قاعدة بيانات برودواي على الإنترنت (الإنجليزية)
- كيث ريتشاردز على موقع قاعدة بيانات الأفلام السويدية (السويدية)
- كيث ريتشاردز على موقع إن إن دي بي (الإنجليزية)
- كيث ريتشاردز على موقع أول ميوزيك (الإنجليزية)

- الموقع الإلكتروني